# تنگ خانی
تنگ خانی در ۴۵ کیلومتری شهر شیراز در نزدیکی روستای دارنگون و در مجاورت رودخانه قره آغاج واقع شده که برای جذب گردشگر صخره نوردی و کوهنوردی مناسب است.

## آب
این تنگه در زیر حوزه تنگ چنار زرد قرار دارد که موجب تأمین آب شیرین و ایجاد آبشارهای کوچک و متعدد در فصل بهار در جداره صخره‌ای شده‌است.

## گردشگری
این تنگه به علت مجاورت با روستای دارنگون دارای آب آشامیدنی و برق است و همچنین از گذشته عشایرمنطقه دارنگون از آنجا به عنوان ییلاق استفاده می‌کردند و همچنین در فصل تابستان و بهار گردشگرها از طبیعت زیبای آن استفاده می‌کنند.
تنگ خانی با دمای میانگین ۲۰ درجه سانتی گراد در تابستان از توانمندی جاذبه گردشگاهی قابل توجه در جذب گردشگران برخوردار است. از دیگر مزایای این تنگ، راه ارتباطی آسفالته آن است.

## پوشش گیاهی
درختان گردوی تنومند منطقه، عمری طولانی دارند. بعضی از این درختان تا شعاع ۱۰–۱۵ متری از ورود نور آفتاب به زیر درختان جلوگیری می‌کنند.

## آب و هوا
اختلاف درجه حرارت این تنگه با نورآباد در روزهای گرم تابستان، گاه به بیش از ده درجه سانتی گراد می‌رسد. منطقه نورآباد ممسنی از مناطق گرمسیر محسوب می‌شود و میانگین درجه حرارت آن در تابستان در حدود ۳۰ درجه سانتی گراد بالای صفر است.